# Live at the Fillmore (Testament)
Live at the Fillmore è un album dal vivo dei Testament, registrato all'auditorium The Fillmore, a San Francisco. Il batterista John Tempesta viene sostituito da Jon Dette e nel disco sono anche inclusi tre brani del gruppo suonati in studio e in versione semi-acustica, vale a dire Return to Serenity, The Legacy e Trail of Tears.

## Tracce
1. The Preacher – 4:20
2. Alone in the Dark – 4:36
3. Burnt Offerings – 5:14
4. A Dirge – 2:03
5. Eerie Inhabitants – 3:50
6. The New Order – 4:31
7. Low – 3:13
8. Urotsukidoji – 3:47
9. Into the Pit – 2:54
10. Souls of Black – 3:39
11. Practice What You Preach – 4:59
12. Apocalyptic City – 5:58
13. Hail Mary – 3:45
14. Dog Faced Gods – 4:46
15. Return to Serenity – 5:55
16. The Legacy – 5:16
17. Trail of Tears – 6:16

## Formazione
- Chuck Billy - voce
- Eric Peterson - chitarra ritmica e solista
- James Murphy - chitarra ritmica e solista
- Greg Christian - basso
- Jon Dette - batteria